# Kurt Küther
Kurt Küther (* 3. Februar 1929 in Stettin; † 25. August 2012 in Bottrop) war ein deutscher Schriftsteller.

## Leben
Kurt Küther besuchte in seiner Heimatstadt Stettin die Volksschule und die Handelsschule. 1945 wurde er zum Volkssturm einberufen und geriet in sowjetische Kriegsgefangenschaft, aus der er im September 1945 entlassen wurde. Er lebte danach in einem Dorf in Vorpommern bei einer Tante auf dem Bauernhof. Von dort aus wurde er zur Zwangsarbeit nach Stettin-Pölitz zur Demontage der Hydrierwerke Pölitz verschleppt, von wo aus ihm im Dezember 1945 die Flucht gelang. Von 1946 bis 1948 arbeitete er als Hilfskraft in der Gärtnerei seiner Eltern, die sich in Schleswig-Holstein niedergelassen hatten. 1948 ging Küther ins Ruhrgebiet, wo er in einer Bottroper Zeche als Bergmann unter Tage arbeitete. 1955 bestand er die Hauerprüfung. 1968/69 absolvierte er ein sozialwissenschaftliches Studium an der Sozialakademie Dortmund. Er war Betriebsrat und arbeitete bis 1970 wieder unter Tage. Anschließend war er bis zu seiner Pensionierung im Jahre 1984 technischer Angestellter auf einer Zeche in Gelsenkirchen. Küther lebte zuletzt in Bottrop.

### Sonstiges
Sein Nachlass befindet sich im Fritz-Hüser-Institut für Literatur und Kultur der Arbeitswelt in Dortmund.

## Werk
Kurt Küther begann in den frühen 1960er Jahren mit dem Schreiben; als Vorbild nannte er den Lyriker Heinrich Kämpchen. Küther ist Verfasser von sozialkritischen Gedichten und Prosaarbeiten, in denen er seine Erfahrungen in der Arbeitswelt des Ruhrbergbaus verarbeitet.

## Mitgliedschaften und Auszeichnungen
Kurt Küther war Mitglied des Verbandes deutscher Schriftsteller. Von 1963 bis 1969 gehörte er der „Gruppe 61“ an, aus der er wegen politischer Differenzen austrat. Seit 1970 war er im Rahmen des Werkkreises „Literatur der Arbeitswelt“ Mitglied der Literarischen Werkstatt Gelsenkirchen. Er erhielt  u. a. 1984 ein Stipendium des Kultusministers des Landes Nordrhein-Westfalen, 1986 den Autorenpreis des Forums Kohlenpott, 1989 den Kulturpreis der Stadt Bottrop sowie 1991 die Plakette der Stadt Bottrop für besondere Verdienste.

## Bibliografie
- Ein Direktor geht vorbei. Wuppertal 1974.
- Und doppelt zählt jeder Tag. Oberhausen 1983.
- Frachsse mich wattat ist:
  - 150 pfiffige Ruhrpottprogramme. Oberhausen 1994.
  - 200 neue Ruhrpottprogramme. Oberhausen 1995.
- Ich hörte davon: „Hier verdient man gut!“. Ahlhorn 2001.
- „Zeche – Frachsse mich wattat is“. Hörbuch-CD, Musik: Karl-Heinz Gajewsky. Kalle-Gajewsky-Studio, Gelsenkirchen 2003.